# Abatiku
Abatiku är en ö i Kiribati.   Den ligger i örådet Abemama och ögruppen Gilbertöarna, i den sydöstra delen av landet, 140 km sydost om huvudstaden Tarawa. Arean är 3,1 kvadratkilometer.
Terrängen på Abatiku är mycket platt. Öns högsta punkt är 15 meter över havet. Den sträcker sig 1,7 kilometer i nord-sydlig riktning, och 3,6 kilometer i öst-västlig riktning.
Följande samhällen finns på Abatiku:
- Abatiku Village